# ジェイコム東京
株式会社ジェイコム東京（ジェイコムとうきょう）は、東京都練馬区に本社を置き、ケーブルテレビ（同時再放送、自主放送）と電気通信事業（インターネット接続、IP電話）を主たる業務とし、有線一般放送（ケーブルテレビ局）を運営する一般放送事業者および電気通信事業者である。JCOM株式会社（J:COM）の連結子会社であり、会社呼称は「J:COM 東京」である。

## 概要
ジュピターテレコムがMSO業務を最初に開始した会社である。
2008年（平成20年）1月31日に、電気通信役務利用放送法に基づき、電気通信役務利用放送事業者に登録。翌日（2月1日）より、電気通信役務利用放送法による有線役務利用放送に移行し業務開始。

## 沿革
- 1983年（昭和58年）
  - 10月11日 - 株式会社シティケーブルビジョン府中が設立。
  - 11月12日 - 株式会社小金井市民テレビが設立。
- 1987年（昭和62年）5月19日 - 杉並ケーブルテレビ株式会社として設立。
- 1989年（平成元年）12月19日 - 株式会社ケーブルテレビネリマが設立。
- 1994年（平成6年）
  - 1月14日 - テレコミュニケーションズ（現・リバティ・グローバル）が、杉並ケーブルテレビへの出資を表明[1]。
  - 12月1日 - 杉並ケーブルテレビが開局[1]。
- 1995年（平成7年）3月 -
  - ジュピターテレコムが、住友商事からケーブルテレビネリマ、シティケーブルビジョン府中および小金井市民テレビの株式を取得。
  - ジュピターテレコムが、テレコミュニケーションズから杉並ケーブルテレビの株式を取得。
- 1996年（平成8年）10月29日 - 杉並ケーブルテレビが第一種通信事業許可取得[2]。
- 1997年（平成9年）
  - 7月1日 - 杉並ケーブルテレビがケーブルテレビ電話を営業開始[3]。
  - 詳細月日不明 - 小金井市民テレビが、商号を株式会社ケーブルコミュニケーション小金井・国分寺に変更。
- 1999年（平成11年）
  - 1月1日 - 杉並ケーブルテレビがケーブルテレビネリマを吸収合併し、商号を株式会社ジェイコム東京に変更。
  - 10月1日 - シティケーブルビジョン府中およびケーブルコミュニケーション小金井・国分寺を吸収合併。
- 2008年（平成20年）
  - 1月31日 - 総務省関東総合通信局において電気通信役務利用放送事業者登録（有役第19号）[4]。
  - 2月1日 - 有線テレビジョン放送事業を廃し、電気通信役務利用放送事業（有線役務利用放送事業）へ移行。
  - 7月1日 - さくらケーブルテレビ株式会社を吸収合併[5]。
- 2010年（平成22年）11月1日 - 株式会社城北ニューメディアを吸収合併[6]。
- 2011年（平成23年）
  - 2月17日 - すみだエリアで、地上放送の暫定的「デジアナ変換」を提供開始。
  - 2月24日 - 台東エリアで、地上放送の暫定的「デジアナ変換」を提供開始。
  - 3月7日 - 東京（東、および南）エリアで、地上放送の暫定的「デジアナ変換」を提供開始。
  - 6月27日 - 東京（西）エリアで、地上放送の暫定的「デジアナ変換」を提供開始[注 1]。
  - 10月27日 - インターネット接続サービス「J:COM NET」のインターネットサービスプロバイダブランドを『ZAQ』に変更[7]。
- 2012年（平成24年）4月26日 - 「J:COM すみだ」と「J:COM 台東」を統合し、「J:COM すみだ・台東」を開設。
- 2015年（平成27年）
  - 3月9日 - 東京（東、および南）エリアにおいて、地上放送の暫定的「デジアナ変換」を終了。
  - 3月12日 - すみだ・台東エリアにおいて、地上放送の暫定的「デジアナ変換」を終了。
  - 3月24日 - 東京（西）エリアにおいて、地上放送の暫定的「デジアナ変換」を終了。
- 2018年（平成30年）7月1日 - 株式会社ジェイコム東京北を吸収合併[8]。
- 2019年（平成31年/令和元年）
  - 1月1日 - 株式会社ジェイコム港新宿を吸収合併[9]。
  - 4月1日 - 株式会社ジェイコム足立、株式会社ジェイコム大田、株式会社ジェイコム中野、株式会社ジェイコム八王子、株式会社ジェイコム日野、株式会社ジェイコム多摩および株式会社ジェイコム武蔵野三鷹を吸収合併[9]。
    - 「J:COM 八王子」と「J:COM 日野」を統合し、「J:COM 八王子・日野」を開設。

  - 6月1日 - 株式会社ジェイコムイーストを吸収合併[9]。
- 2021年（令和3年）4月1日 -「J:COM 板橋」と「J:COM 東京北」を統合し、「J:COM 板橋・北」を開設[10]。
- 2022年（令和4年）4月1日 -「J:COM 東京 南エリア｣と「J:COM 中野」を統合し、「J:COM 杉並・中野」を開設[11]。

## 事業所
本社
- 本社（北緯35度44分19.3秒 東経139度39分57.8秒 / 北緯35.738694度 東経139.666056度）
  - 東京都練馬区桜台1丁目1番6号

事務所
- 足立営業事務所（北緯35度45分43.7秒 東経139度49分42.5秒 / 北緯35.762139度 東経139.828472度）
  - 東京都足立区綾瀬2丁目28番6号 第三山崎ビル
- 板橋営業事務所（北緯35度46分42.4秒 東経139度41分16.4秒 / 北緯35.778444度 東経139.687889度）
  - 東京都板橋区志村3丁目29番10号
- 東京北営業事務所（北緯35度45分20.4秒 東経139度44分12.8秒 / 北緯35.755667度 東経139.736889度）
  - 東京都北区王子1丁目13番14号 朝日生命王子ビル 5階
- 江戸川営業事務所（北緯35度39分41.8秒 東経139度52分40.8秒 / 北緯35.661611度 東経139.878000度）
  - 東京都江戸川区東葛西6丁目31番7号 第3グランドコーワ3階
- 大田営業事務所（北緯35度33分50.2秒 東経139度42分36.7秒 / 北緯35.563944度 東経139.710194度）
  - 東京都大田区西蒲田7丁目20番5号 第七醍醐ビル
- 杉並営業事務所（北緯35度40分31.9秒 東経139度38分37.8秒 / 北緯35.675528度 東経139.643833度）
  - 東京都杉並区永福1丁目44番12号 永福中根ビル 2階
- 中野営業事務所（北緯35度42分17.8秒 東経139度40分11.6秒 / 北緯35.704944度 東経139.669889度）
  - 東京都中野区中野2丁目14番21号
- 墨田営業事務所（北緯35度43分38.5秒 東経139度48分42.8秒 / 北緯35.727361度 東経139.811889度）
  - 東京都墨田区堤通1丁目19番9号 リバーサイド隅田セントラルタワー 8階
- 世田谷営業事務所（北緯35度38分53.2秒 東経139度38分0.4秒 / 北緯35.648111度 東経139.633444度）
  - 東京都世田谷区経堂5丁目32番8号 マーベラス経堂ビル1階および5階
- 練馬営業事務所（北緯35度44分19.3秒 東経139度39分57.8秒 / 北緯35.738694度 東経139.666056度）
  - 東京都練馬区桜台1丁目1番6号（ジェイコム東京　本社内）
- 新宿営業事務所（北緯35度42分1.1秒 東経139度42分27秒 / 北緯35.700306度 東経139.70750度）
  - 東京都新宿区大久保1丁目3番21号 ルーシッドスクエア新宿イースト 5階
- 立川営業事務所（北緯35度42分56.8秒 東経139度25分23.5秒 / 北緯35.715778度 東経139.423194度）
  - 東京都立川市栄町6丁目1番1号 立飛ビル6号館別館
- 調布営業事務所（北緯35度39分33.4秒 東経139度34分1.6秒 / 北緯35.659278度 東経139.567111度）
  - 東京都調布市西つつじヶ丘1丁目12番3号
- 小金井営業事務所（北緯35度42分18.7秒 東経139度31分22.3秒 / 北緯35.705194度 東経139.522861度）
  - 東京都小金井市梶野町4丁目5番1号 タカギビル
- 東久留米営業事務所（北緯35度44分20.6秒 東経139度30分48.8秒 / 北緯35.739056度 東経139.513556度）
  - 東京都東久留米市前沢3丁目10番18号
- 八王子営業事務所（北緯35度39分33.5秒 東経139度20分31.8秒 / 北緯35.659306度 東経139.342167度）
  - 東京都八王子市明神町4丁目9番8号 京王八王子明神町ビル7階
- 日野営業事務所（北緯35度40分44.3秒 東経139度23分54.5秒 / 北緯35.678972度 東経139.398472度）
  - 東京都日野市日野本町4丁目2番2号 H.Bビル
- 三鷹営業事務所（北緯35度41分12.3秒 東経139度33分54.3秒 / 北緯35.686750度 東経139.565083度）
  - 東京都三鷹市下連雀8丁目10番16号 セコムSCセンター

## 提供区域内自治体

### J:COM 足立
- 東京都
  - 足立区

### J:COM 板橋・北
- 東京都
  - 板橋区、北区

### J:COM 江戸川
- 東京都
  - 江戸川区

### J:COM 大田
- 東京都
  - 大田区

### J:COM 杉並・中野
- 東京都
  - 杉並区、中野区

### J:COM すみだ・台東
- 東京都
  - 墨田区、台東区

### J:COM 世田谷
- 東京都
  - 世田谷区
  - 狛江市

### J:COM 東京
- 東京都
  - 練馬区、中央区
  - 府中市、小金井市、国分寺市
- 埼玉県
  - 和光市、新座市

### J:COM 港・新宿
- 東京都
  - 港区、新宿区

### J:COM 多摩
- 東京都
  - 立川市、昭島市、国立市、東大和市、武蔵村山市、小平市、福生市、国分寺市

### J:COM 調布
- 東京都
  - 調布市
  - 世田谷区

### J:COM 西東京
- 東京都
  - 東久留米市、清瀬市、小平市、西東京市、東村山市

### J:COM 八王子・日野
- 東京都
  - 八王子市、あきる野市、日野市
  - 西多摩郡
    - 日の出町

### J:COM 武蔵野・三鷹
- 東京都
  - 武蔵野市、三鷹市

## 業務内容
- 2019年（平成31年）4月1日現在。

統一サービス
1. J:COM TV（テレビ放送サービス[注 2]）
  1. 双方向機能（STBインターネット接続サービス）
  2. インタラクTV（STBテレビ向け情報サービス）
  3. ナビシェル（STB向けご案内画面サービス）
  4. J:COMオンデマンド（VODサービス）
  5. リモート録画予約（番組録画予約）
  6. ジェイコム マガジン（番組ガイド誌）
  7. J:COMチャンネル（第一コミュニティチャンネル）
  8. J:COMテレビ（第二コミュニティチャンネル）
2. J:COM NET（インターネット接続サービス）
  1. ZAQ（インターネットサービスプロバイダ）
  2. J:COM WiMAX 2+（4G（WiMAX）サービス[注 3]）
3. J:COM PHONE（固定電話（CATV電話）サービス）
  1. J:COM PHONE プラス（VoIP方式（プライマリ電話）サービス）[注 4]）
4. J:COM 電力
5. J:COM MOBILE（4G（LTE）サービス[注 5]）

付加サービス
- J:COM 緊急地震速報

### J:COM TV

#### 地上デジタル放送・FMラジオ
- J:COM 足立

- J:COM 江戸川

- J:COM 板橋・北

- J:COM 大田

- J:COM 杉並・中野

- J:COM すみだ・台東

- J:COM 世田谷

- J:COM 東京

- J:COM 港・新宿

- J:COM 多摩

- J:COM 調布

- J:COM 西東京

- J:COM 八王子・日野

- J:COM 武蔵野・三鷹

## コミュニティチャンネル
- J:COM 足立

- J:COM 板橋・北

- J:COM 江戸川

- J:COM 大田

- J:COM 杉並・中野

- J:COM すみだ・台東

- J:COM 世田谷

- J:COM 東京

- J:COM 港・新宿

- J:COM 多摩

- J:COM 調布

- J:COM 西東京

- J:COM 八王子・日野

- J:COM 武蔵野・三鷹